# Janusz Staliński

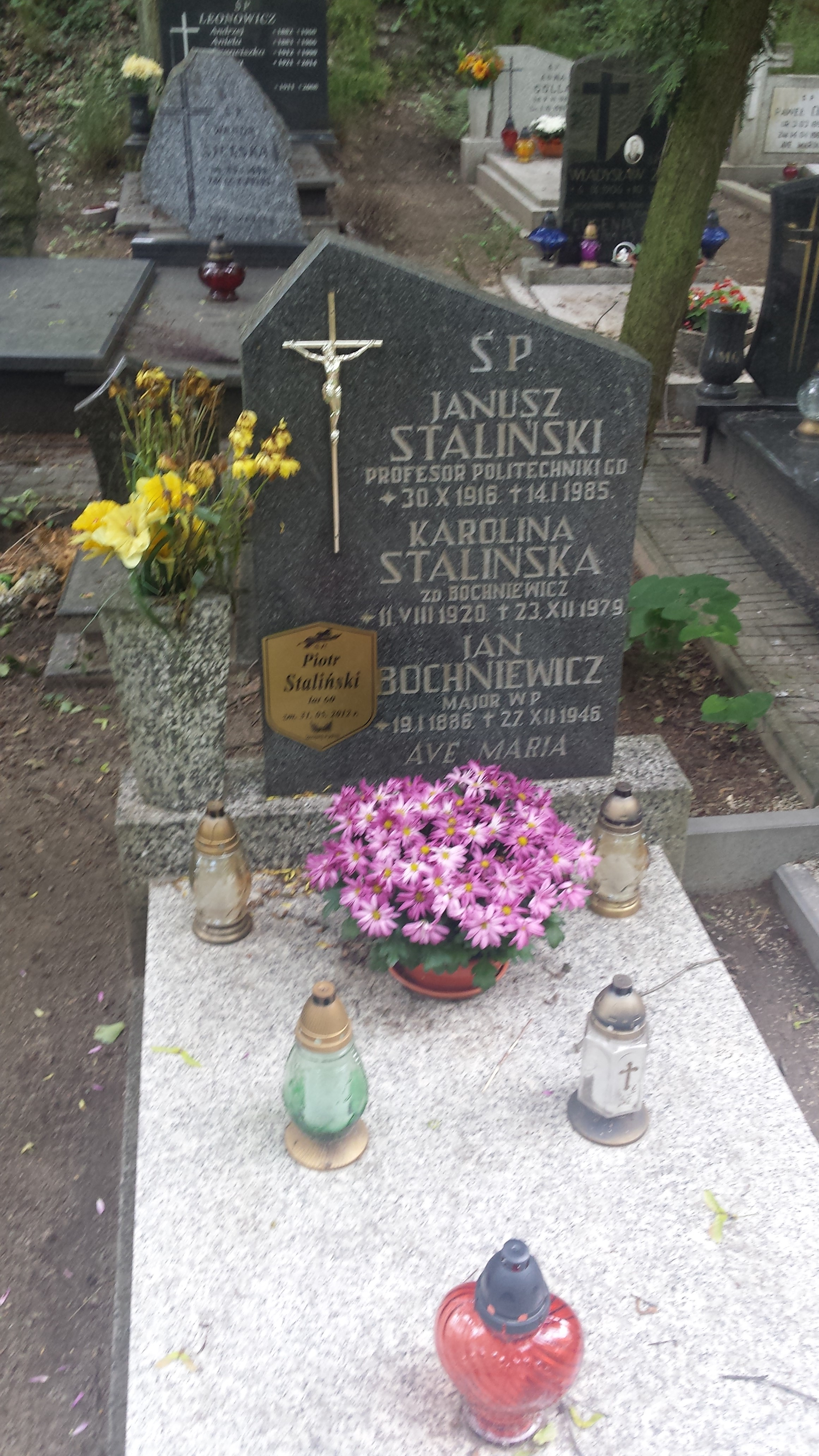
Grób profesora Janusza Stalińskiego na cmentarzu Srebrzysko w Gdańsku

Janusz Władysław Staliński (ur. 30 października 1916 w Łodzi, zm. 14 stycznia 1985 w Sopocie) – polski inżynier budowy okrętów, nauczyciel akademicki, rektor Politechniki Gdańskiej (1970–1975), kapitan marynarki, poseł na Sejm PRL V kadencji.

## Życiorys
W 1937 ukończył Wydział Techniczny Szkoły Podchorążych Marynarki Wojennej w Toruniu, jako prymus rocznika otrzymał od Prezydenta RP honorową szablę. Przydzielono go również na okręt ORP Błyskawica, gdzie jako II oficer mechanik służył do końca sierpnia 1939. Został wcielony do III batalionu 182 Pułku Piechoty, złożonego z marynarzy Flotylli Rzecznej. W jego szeregach walczył w bitwie pod Kockiem. Po kapitulacji dostał się do niewoli niemieckiej. Jako jeniec Oflagu II C Woldenberg brał czynny udział w organizacji kursów naukowych dla oficerów (wraz z Romualdem Zawadzkim i Witoldem Janowskim).

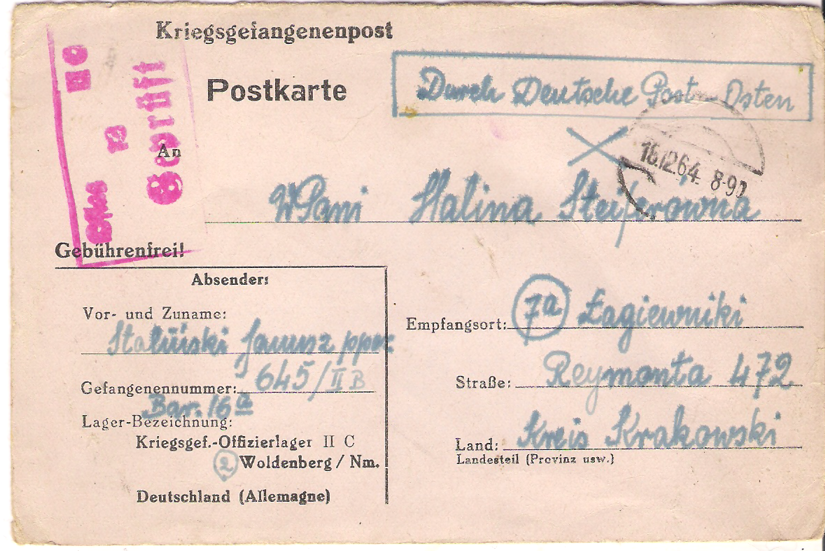
Korespondencja Janusza Stalińskiego z Oflagu II C

Po zakończeniu wojny powrócił do Gdańska, podejmując pracę w Stoczni Gdańskiej (1945–1948), a później w Centralnym Biurze Konstrukcji Okrętowych (do 1950). Równocześnie jako student pierwszego rocznika rozpoczął studia na Politechnice Gdańskiej, na Wydziale Budowy Okrętów, uzyskując w 1949 tytuł magistra nauk technicznych, inżyniera budowy okrętów. Po uzyskaniu dyplomu pracował jako asystent w Katedrze Projektowania Okrętów. Po aresztowaniu prof. Hilarego Sipowicza objął w zastępstwie kierownictwo Katedry Siłowni Okrętowych, z którą związany był już do końca życia. W 1959 awansował na docenta, w 1967 na profesora nadzwyczajnego pomimo braku doktoratu.
W Zakładzie Gospodarstwa Pomocniczego zorganizowanym przy katedrze stworzył rodzaj biura konstrukcyjnego, zatrudniając kilkudziesięciu studentów i absolwentów wykonujących prace na zamówienia przemysłu i Marynarki Wojennej. Był współtwórcą specjalności „Maszyny i Siłownie Okrętowe”. Opublikował wiele książek z tej dziedziny, m.in. „Siłownie Okrętowe” (1955) i „Teorię Okrętu” (1961). Był również redaktorem działowym miesięcznika „Budownictwo Okrętowe”, gdzie publikował też swoje artykuły.
W latach 1951–1955, 1958–1960 oraz 1964–1968 pełnił funkcje prodziekana i dziekana Wydziału Budowy Okrętów, w latach 1968–1969 był prorektorem Politechniki, a w 1970–1975 rektorem uczelni.
W dowód uznania za uwagę poświęcaną studentom, z inicjatywy organizacji młodzieżowych został nagrodzony Złotym Odznaczeniem im. Janka Krasickiego.
Za jego kadencji rektorskiej znacznie rozszerzono zakres współpracy międzynarodowej z Leningradzkim Instytutem Budowy Okrętów, Instytutem Elektrotechnicznym i Politechniką Leningradzką, a także podpisano nowe umowy – z Wyższą Szkołą Techniczną w Tuluzie, Politechniką w Grenoble i Uniwersytetem Paryż VI. Zawarto również umowy o udzielenie pomocy w organizacji uniwersytetów: w Basrze (Irak) i Oranie (Algieria). Z inicjatywy Janusza Stalińskiego Politechnika Gdańska jako jedyna z polskich uczelni została wprowadzona do Konferencji Rektorów Uniwersytetów Europejskich.
W latach 1969–1972 był bezpartyjnym posłem na Sejm PRL V kadencji. Po zakończeniu kadencji rektora wyjechał do Iraku na Uniwersytet w Basrze, gdzie prowadził wykłady z dziedziny siłowni okrętowych i budowy okrętów, a następnie (1980) przeniósł się do Nigerii na Uniwersytet w Port Harcourt. Organizował tam wydział budowy okrętów, przez dwa lata był też jego dziekanem. Po powrocie do kraju ponownie pracował w Instytucie Okrętowym PG.
Był członkiem wielu rad naukowych, organizacji i stowarzyszeń, w szczególności związanych z okrętownictwem. Był członkiem zarządu Sekcji Okrętowców Zarządu Głównego Stowarzyszenia Inżynierów i Techników Mechaników Polskich, a w latach 1967–1963 jej przewodniczącym. W 1966 przewodniczył Komitetowi Organizacyjnemu VI Sesji Naukowej Okrętowców.
Pochowany został na cmentarzu Srebrzysko w Gdańsku.

## Nagrody i odznaczenia
- tytuł doktora honoris causa przyznany przez Leningradzki Instytut Budowy Okrętów im. Kryłowa (1970)
- Krzyż Kawalerski Legii Honorowej przyznany przez Prezydenta Republiki Francuskiej (1975)
- Krzyż Komandorski Orderu Odrodzenia Polski
- Złoty Krzyż Zasługi (1954)[3]
- Krzyż Walecznych (1947)[4]
- honorowa odznaka „Zasłużony Ziemi Gdańskiej” oraz „Za zasługi dla Gdańska"
- dwukrotnie wyróżniony Medalem „Za zasługi dla obronności kraju”

## Życie prywatne
Jego żoną była Karolina Bochniewicz (1920–1979), z którą miał czworo dzieci, w tym aktorkę Dorotę Stalińską.